# Essar
Essar est un conglomérat indien, dont le siège social est situé à Bombay dans le Maharashtra en Inde. 
Essar est présent dans la sidérurgie, l'énergie, les communications, la logistique et la construction. 

## Histoire
Le groupe a été créé en 1969. Essar a lancé une IPO en 2010 de 2,5 milliards de $.
En octobre 2016, Rosneft, Trafigura et UCP annoncent l'acquisition des activités pétrolières de Essar pour 12,9 milliards de dollars. Rosneft recevra une participation de 49 %, de même pour le duo Trafigura et UCP qui recevra également une participation de 49 %,.